# 島村雄二
島村 雄二（しまむら ゆうじ、1951年10月6日 - ）は、埼玉県出身の元プロ野球選手。ポジションは内野手。

## 来歴・人物
埼玉県立大宮高等学校では、1967年、1年生ながら控えの内野手として夏の甲子園に出場。チームメートに2年上のエース金子勝美、吉田誠、1年上の新井良雄、同期の鈴木治彦がいた。1回戦で報徳学園と対戦。9回裏2死までリードするがここから反撃を許し、大会史上初の本盗による逆転サヨナラ負けを喫した。秋の埼玉国体では、決勝でエース河原明を擁する大分商を降し優勝。翌1968年夏には新井が主戦投手となり、三塁手、七番打者として県予選決勝に進出するが、春の選抜で優勝した大宮工の吉沢敏雄に抑えられ0-1で敗退。
同年秋季関東大会県予選では鈴木が主戦投手となり、準決勝に進むが川口工に延長13回サヨナラ負け。翌1969年春季関東大会県予選では、準決勝でエース岡持和彦を擁する立教高を降し、決勝に進むが深谷商に惜敗。夏も県予選で敗れ甲子園には出場できなかった。
1969年のドラフトに広島から7位指名され入団。一軍公式戦に出場がなく、1972年限りで引退。

## 詳細情報

### 年度別打撃成績
- 一軍公式戦出場なし

### 背番号
- 48 （1970年 - 1972年）